# Čestmír Kožíšek
Čestmír Kožíšek (9 novembre 1991) è un saltatore con gli sci ceco.

## Biografia
Attivo in gare FIS dal gennaio del 2016, Kožíšek ha esordito in Coppa del Mondo il 24 gennaio 2009 a Vancouver Whistler (43º), ai Giochi olimpici invernali a Pyeongchang 2018, dove si è piazzato 28º nel trampolino lungo e 10º nella gara a squadre, e ai Campionati mondiali a Seefeld in Tirol 2019, dove è stato 39º nel trampolino normale, 34º nel trampolino lungo e 8º nella gara a squadre. Ai Mondiali di Oberstdorf 2021 si è classificato 32º nel trampolino normale, 36º nel trampolino lungo, 11º nella gara a squadre e 8º nella gara a squadre mista; l'anno dopo ai XXIV Giochi olimpici invernali di Pechino 2022 si è piazzato 29º nel trampolino normale, 42º nel trampolino lungo, 9º nella gara a squadre e 7º nella gara a squadre mista.

## Palmarès

### Coppa del Mondo
- Miglior piazzamento in classifica generale: 47º nel 2013